# Accusé Mendès France
Pour plus de détails, voir Fiche technique et Distribution.
Accusé Mendès France est un téléfilm français réalisé par Laurent Heynemann, diffusé le 9 mars 2011 sur France 2.

## Synopsis
Quelques mois après la débâcle française, le lieutenant Pierre Mendès France est conduit à la prison de Clermont-Ferrand. Arrêté au Maroc comme déserteur, le député de l'Eure prépare sa défense avec ses avocats, expliquant pourquoi il a quitté le pays (affaire du Massilia). En juin 1940, désespéré de ne pas avoir reçu de mission sur le front, il se rend au ministère de la Guerre, où il a l'ordre de rejoindre Mérignac, près de Bordeaux.

## Fiche technique
- Réalisateur : Laurent Heynemann
- Scénariste : Alain Le Henry
- Production : Simone Halberstadt Harari (Effervescence Productions)
- Image : Robert Alazraki
- Costumes : Charlotte David
- Musique : Bruno Coulais
- Date de diffusion : 9 mars 2011 sur France 2
- Durée : 90 minutes

## Distribution
- Bruno Solo : Pierre Mendès France
- Jacques Spiesser : le président Perré
- Didier Bénureau : le juge Leprêtre
- Jean-Christophe Bouvet : le commissaire Degache
- Gérard Caillaud : le colonel Bailly
- Jean-Claude Dauphin : maître Fonlupt
- Julien Lucas : maître Rochat
- Bernard Cupillard : le colonel Lucien
- Jean-Pierre Malignon : le colonel Alamichel
- Pierre Aussedat : le général François d'Astier de La Vigerie
- Cécile Bois : Mme Leprêtre, la femme du juge
- Léa Wiazemsky : Marcelle Grumbach
- Ingrid Mareski : la femme à Lisbonne